# Baron Rockley
Baron Rockley, of Lytchett Heath in the County of Dorset, ist ein erblicher britischer Adelstitel in der Peerage of the United Kingdom.
Der Titel wurde am 11. Januar 1934 für den Juristen und Politiker Sir Evelyn Cecil geschaffen.

## Liste der Barone Rockley (1934)
- Evelyn Cecil, 1. Baron Rockley (1865–1941)
- Robert William Evelyn Cecil, 2. Baron Rockley (1901–1976)
- James Hugh Cecil, 3. Baron Rockley (1934–2011)
- Anthony Robert Cecil, 4. Baron Rockley (* 1961)

Titelerbe (Heir apparent) ist der Sohn des jetzigen Barons, Hon. William Evelyn Cecil (* 1996).